# El-P
Jaime Meline (Brooklyn, Nueva York, 2 de marzo de 1975), más conocido como El-P o el Producto, es un rapero y compositor estadounidense. Originalmente miembro del grupo Company Flow, El-P ha sido un pilar del hip-hop alternativo. Es cofundador y director ejecutivo del sello Definitive Jux. El-P también es miembro del grupo Weathermen, del colectivo Cardboard City y de Run the Jewels.

## Discografía
- Fantastic Damage (Definitive Jux - 2002)
- High Water (Thirsty Ear - 2004)
- Collecting the Kid (Definitive Jux - 2004)
- I'll Sleep When You're Dead (Definitive Jux - 2007)
- Cancer for Cure (Fat Possum Records - 22 de mayo de 2012)

### Álbumes instrumentales/Remixes
- El-P Presents Cannibal Oxtrumentals (versión istrumental del álbum The Cold Vein de Cannibal Ox) (Definitive Jux - 2002)
- FanDam Plus: Instrumentals, Remixes, Lyrics & Video (Definitive Jux - 2002)

### Álbumes colaborativos
- R.A.P. Music con Killer Mike

### Mixtapes
- Weareallgoingtoburninhell (Definitive Jux - 2003)
- Weareallgoingtoburninhellmegamixx2 (Definitive Jux - 2008)
- Weareallgoingtoburninhellmegamixxx3 (Gold Dust - agosto de 2010)[2]